# Francesco Sforza (kardinal)
Francesco Sforza, även Francesco Sforza di Santa Fiora, född 6 november 1562 i Parma, död 9 september 1624 i Rom, var en italiensk kardinal och ärkebiskop. Han var kardinalprotodiakon från 1617 till 1618.

## Biografi
Francesco Sforza var son till Sforza Sforza di Santa Fiora och Caterina de' Nobili. Han erhöll militär utbildning under Ottavio Farnese och Francesco I de' Medici och studerade senare latin, retorik, matematik, filosofi, etik och politik. Han prästvigdes 1614.
I december 1583 upphöjde påve Gregorius XIII Sforza till kardinaldiakon och han erhöll i januari året därpå San Giorgio in Velabro som titeldiakonia. Kardinal Sforza kom att delta i nio konklaver: 1585, september 1590, oktober–december 1590, 1591, 1592, mars–april 1605, maj 1605, 1621 samt 1623. 
I mars 1618 blev Sforza kardinalbiskop av Albano och biskopsvigdes den 1 maj samma år av påve Paulus V. Sforza avslutade sitt kardinalskap som kardinalbiskop av Porto-Santa Rufina.
Kardinal Sforza avled i Rom år 1624 och är begravd i kyrkan San Bernardo alle Terme.

## Bilder

Kardinal Francesco Sforzas titelkyrkor
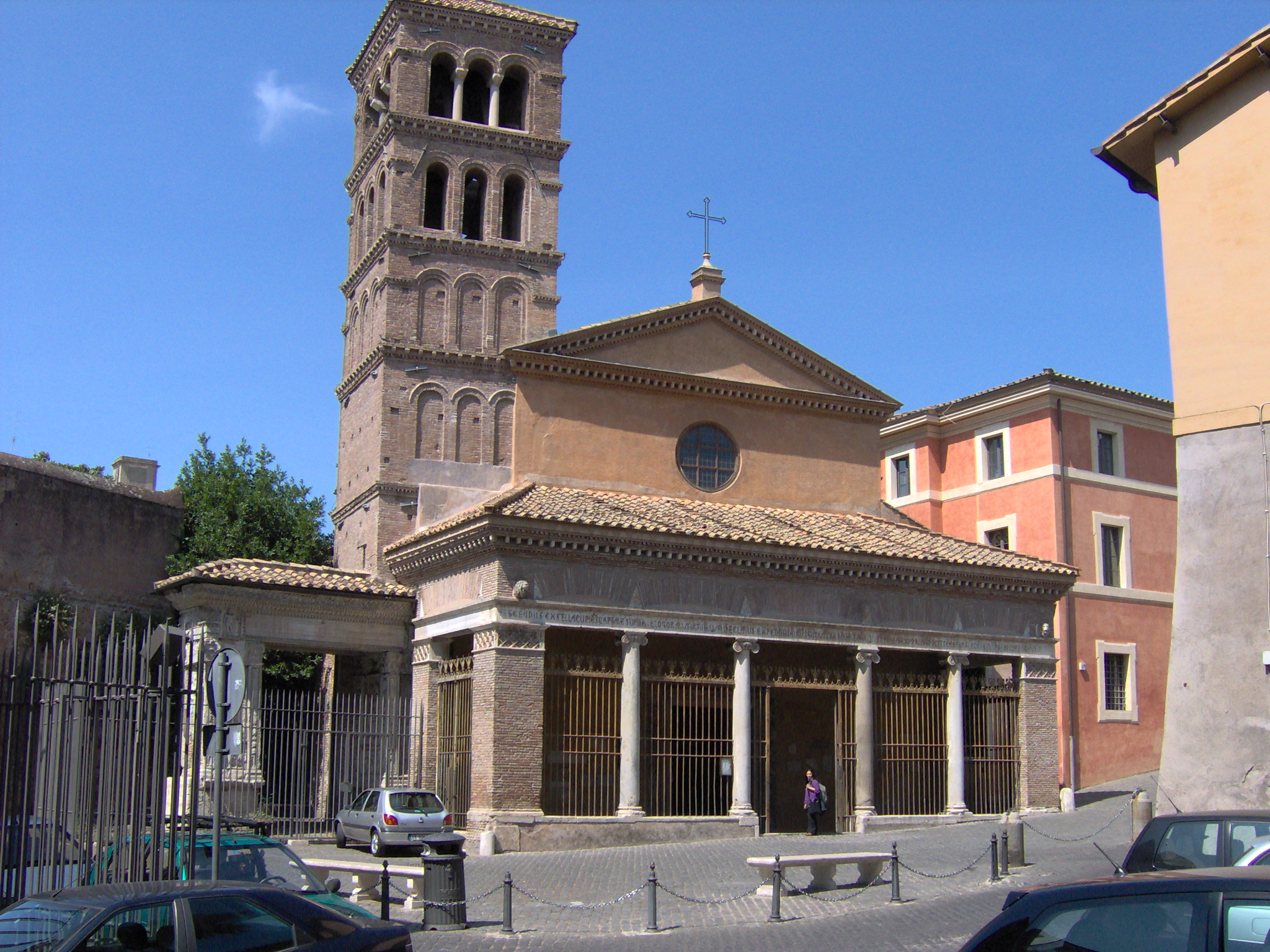
San Giorgio in Velabro.
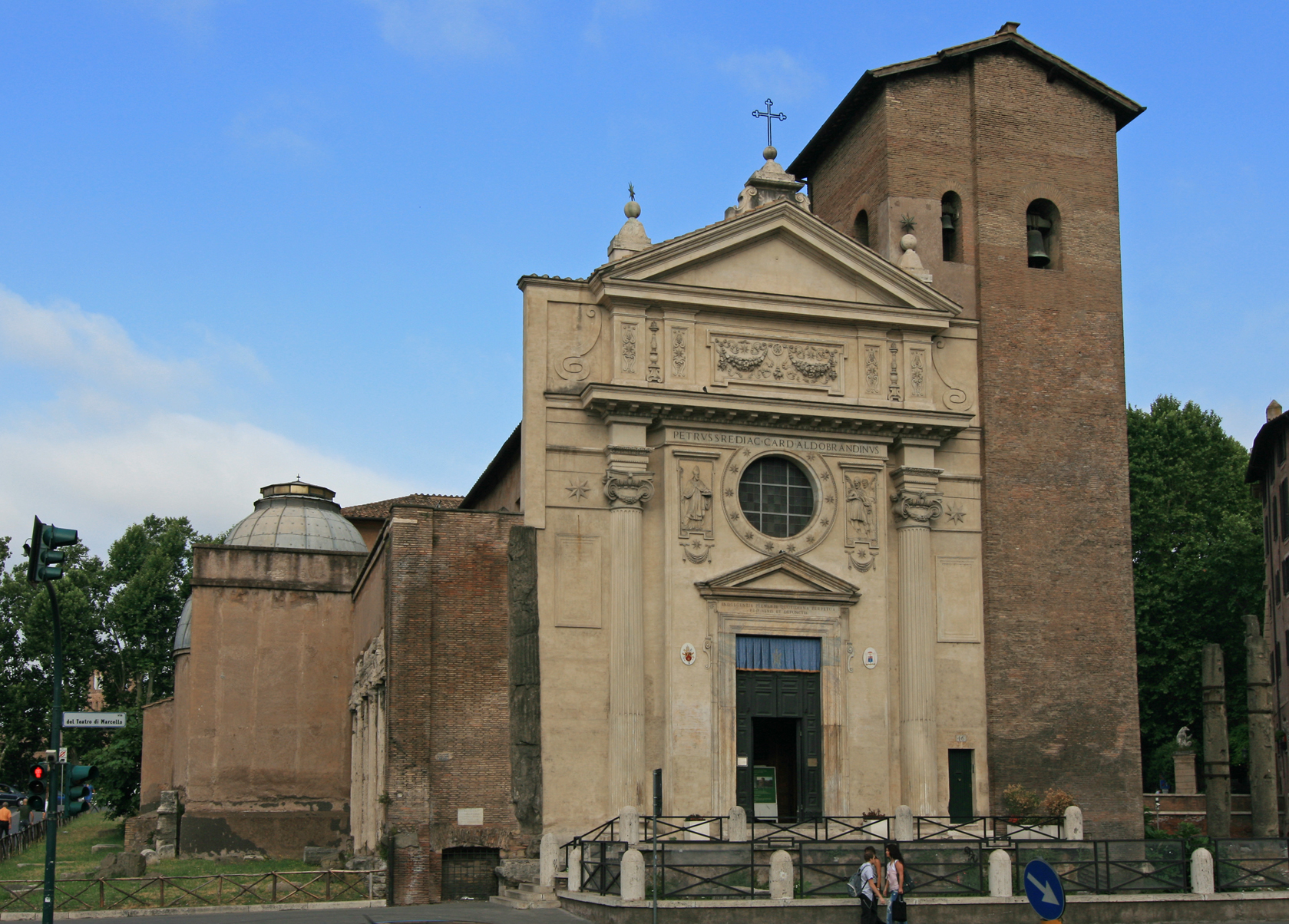
San Nicola in Carcere.
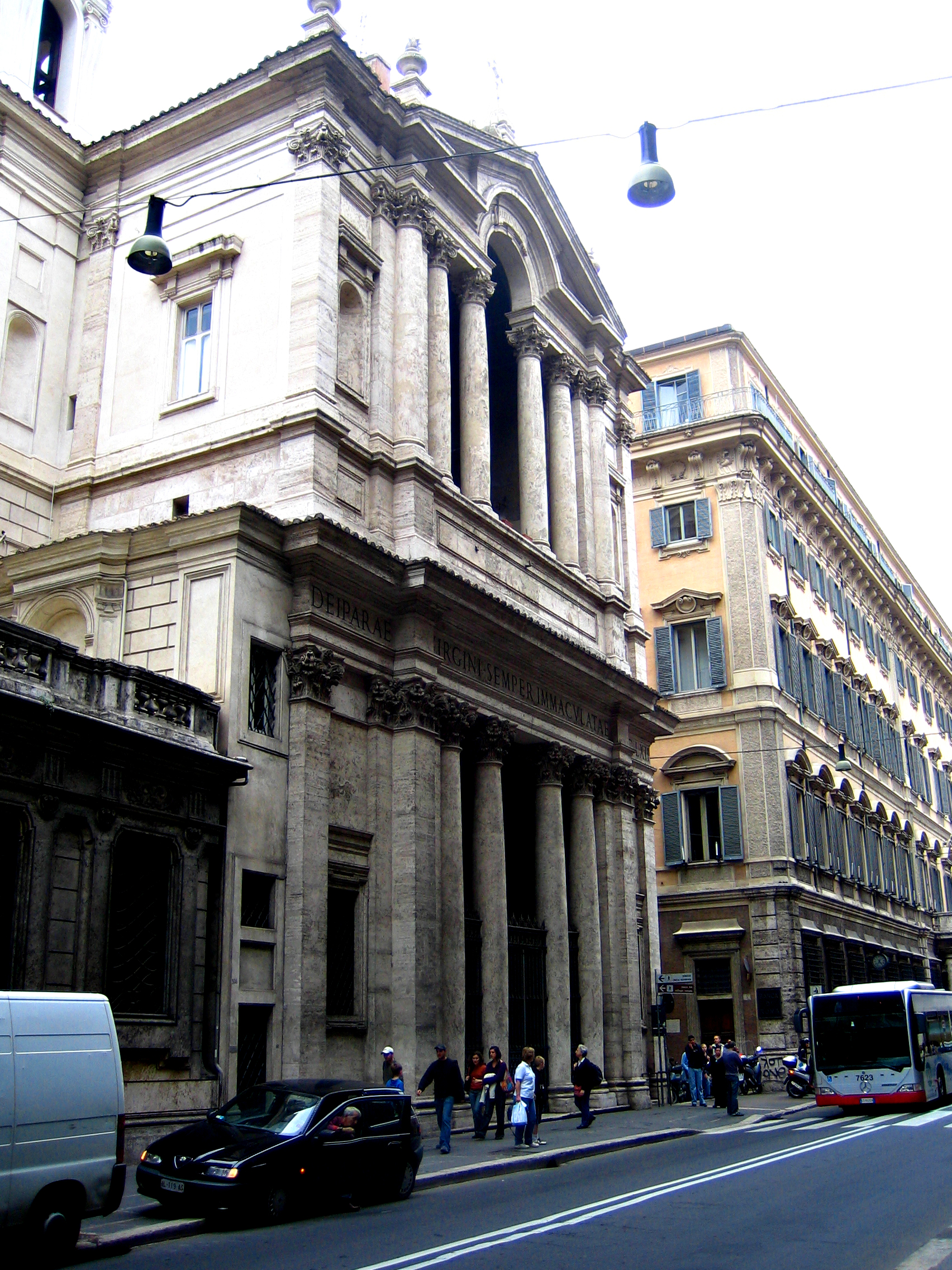
Santa Maria in Via Lata.
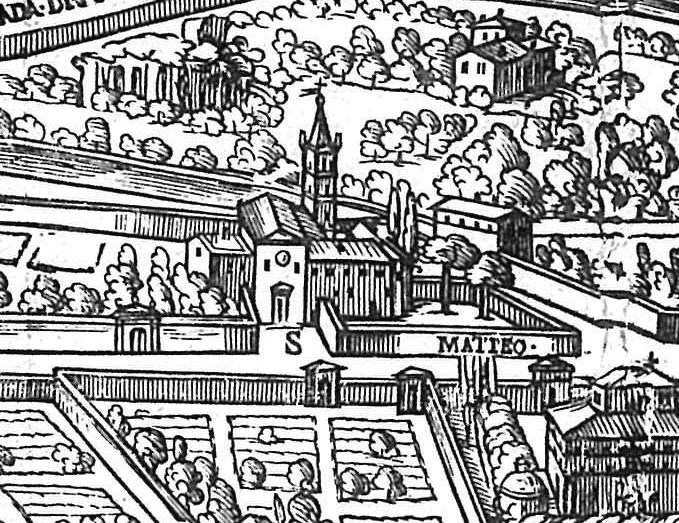
San Matteo in Merulana.